# Portugalski pies stróżujący
Portugalski pies stróżujący (oryginalna nazwa port. rafeiro do Alentejo) – rasa psa zaliczana do grupy molosów w typie górskim, wyhodowana w średniowiecznej Portugalii. Tradycyjnie używana do pilnowania domostw i dobytku.

## Rys historyczny
Psy te wywodzą się prawdopodobnie od mastifa hiszpańskiego – Estrella i psów miejscowych. 

## Klasyfikacja
W klasyfikacji FCI rasa ta została zaliczona do grupy II – Pinczery, sznaucery, molosy i szwajcarskie psy do bydła, sekcja 2.2 – Molosy typu górskiego. Nie podlegają próbom pracy.

## Wygląd
Głowa: podobna do niedźwiedziej; pysk krótki.

Oczy: ciemne.

Uszy: załamane, trójkątne.

Nos: owalny, ciemny.

Zgryz: nożycowy.

Szyja: krótka.

Grzbiet: wyrównany.

Klatka piersiowa: głęboka.

Ciało: dobrze umięśnione; o mocnych kościach.

Kończyny: przednie – długie, silne; tylne – silne, uda długie o wyraźnie zaznaczonych mięśniach.

Ogon: długi; zagięty (bardziej na końcu, lecz nie załamany).

Ruch: ociężały, powolny i toczący.

### Szata i umaszczenie
Krótka lub średniej długości, gęsta, prosta, równo pokrywająca ciało. Dopuszczalne umaszczenia: czarne, wilcze, płowe, żółte, z białymi znaczeniami lub białe ze znaczeniami poprzednio wymienionych kolorów. Sierść może być również nakrapiana (dropiata), łaciata, pręgowana.

## Zachowanie i charakter
Są to psy niepolecane początkującym, potrzebują konsekwencji w wychowaniu, lecz i tak nie będą ślepo posłuszne. Mają silnie rozwinięty instynkt terytorialny, bronią swojej rodziny i terenu.
Żyją 11–13 lat.